# Rezerwat Burejski

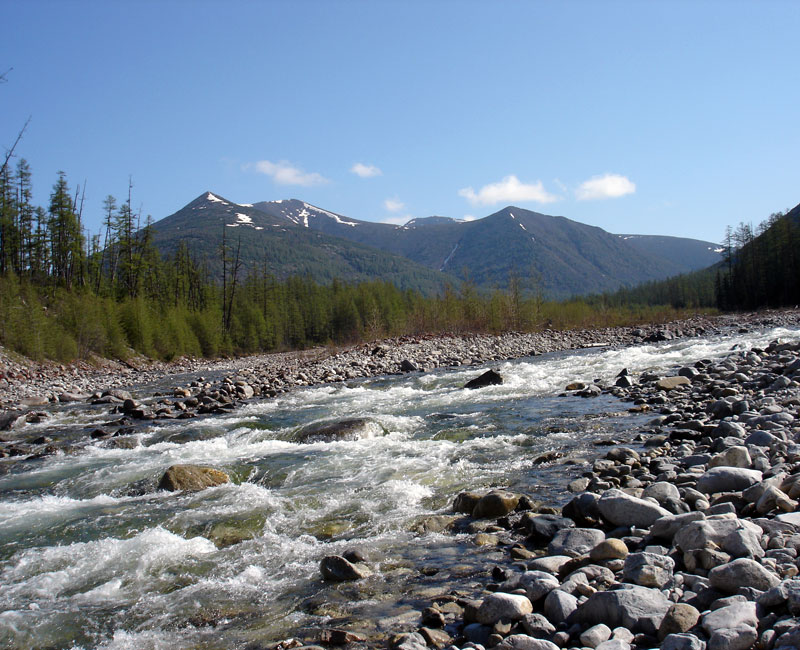
Rzeka Prawaja Bureja

Rezerwat Burejski (ros. Государственный природный заповедник «Буреинский») – ścisły rezerwat przyrody (zapowiednik) w Rosji położony w rejonie wierchnieburieńskim w Kraju Chabarowskim. Jego obszar wynosi 3584,44 km², a strefa ochronna wokół rezerwatu 533,00 km². Rezerwat został utworzony dekretem rządu Rosyjskiej Federacyjnej Socjalistycznej Republiki Radzieckiej z dnia 12 sierpnia 1987 roku. Siedziba dyrekcji mieści się w miejscowości Czegdomyn.

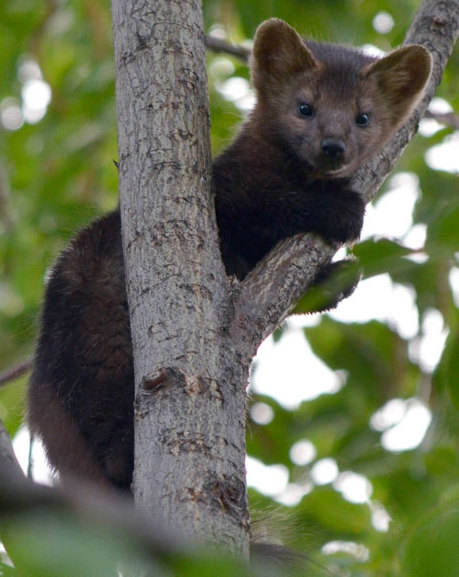
Soból tajgowy

## Opis
Rezerwat znajduje się w dorzeczu rzek Lewaja Bureja i Prawaja Bureja (które w dalszym biegu tworzą rzekę Bureja), w miejscu styku pasm górskich: od północy pasma Ezop, od wschodu pasma Dusse-Aliń, a od południa Gór Burejskich. Najwyższy punkt rezerwatu jest na wysokości 2325 m n.p.m., a najniższy 550 m n.p.m. Istnieją tu liczne rzeki i kilka jezior.
Klimat monsunowy. Najzimniejszym miesiącem jest styczeń (średnia temperatura minus 33,1 °C), najcieplejszym lipiec (średnia temperatura plus 16,8 °C). Okres bez mrozu trwa średnio 62 dni.

## Flora
Do wysokości około 1200–1400 m n.p.m. rezerwat pokrywa tajga (68% powierzchni rezerwatu). Lasotundra występuje na wysokościach od 1200 do 1600 m n.p.m. (22% powierzchni), a tundra górska od 1600 do 2200 m n.p.m. (10% powierzchni). Tajgę tworzą głównie świerk ajański (Picea ajanensis) i modrzew z gatunku Larix cajanderi. Wyżej rośnie sosna karłowa (Pinus pumila) i brzoza z gatunku Betula lanata. W dolinach rzek rosną przeważnie drzewa z gatunku Chosenia arbutifolia i topole z gatunku Populus suaveolens. W rezerwacie można też spotkać brzozy z gatunku Betula platyphylla, olsze z gatunku Alnus fruticosa, wierzby z gatunku Salix cardiophylla i Salix schwerinii, olsze szorstkie (Alnus hirsuta), świerki syberyjskie (Picea obovata).

## Fauna
W rezerwacie występuje 36 gatunków ssaków. Są to m.in. łoś euroazjatycki, piżmowiec syberyjski, renifer tundrowy, jeleń szlachetny, soból tajgowy, norka amerykańska, wydra europejska, rosomak tundrowy, gronostaj europejski, łasica syberyjska, niedźwiedź brunatny, wilk szary, ryś euroazjatycki, polatucha syberyjska, myszarka japońska, lemingowiec leśny, szczekuszka północna.
Żyją tu 192 gatunki ptaków. Rzadkie gatunki to bielik, rybołów, sokół wędrowny, puchacz zwyczajny, borowiak syberyjski. Rezerwat zamieszkują też m.in. jemiołuszka japońska, głuszec czarnodzioby, kobczyk amurski, żuraw białogłowy, płochacz syberyjski.